# プロダクションALIVE
プロダクションALIVE（プロダクション・アライブ）は、日本のモデルプロダクション。俗にいうAV事務所を主な事業内容とするプロダクション。広告代理店事業なども行っている。旧社名はネオプロダクション。通称・ネオプロと呼ばれていた。

## 概要・沿革
2006年4月、東京都豊島区巣鴨にWeb制作・コンサルティング、広告制作企業の会社として創業。2018年現在、社員数22名（非正規雇用含み）。2014年よりモデルプロダクション事業部をネオプロダクションの屋号で運営。芸能・モデルプロダクション事業、映像制作および配信事業を東京都豊島区巣鴨1-13-6巣鴨ビル2Fへと事実上独立させる。
2021年9月8日、屋号をネオプロダクションからプロダクションALIVEに変更。公式サイトのアドレスも移転し、リニューアルする。事務所も同住所巣鴨ビル3Fに移転した。
Japan production guild（日本プロダクション協会）加盟プロダクション。
2025年1月17日には「違法サイトに関する騒動について」と題する文書を発表。所属モデルに対する根拠のない誹謗中傷が発生しており、法的措置などの対処を取ることを説明した。

## おもな所属モデル
- 木葉ちひろ
- 日泉舞香
- 小梅えな
- 石川澪[7]
- 中城葵[8]
- 有馬美玖[9]
- 清水ひな[10]
- 春凪星花[11]
- 寺島志保
- 森咲はるの